# Amietia
Amietia — род земноводных семейства Pyxicephalidae, эндемичного для центральной и южной Африки. Включает 15 видов. Род ранее назывался Afrana, и включался в семейство настоящие лягушки. Назван в честь французского герпетолога Жана-Луи Амье (Jean-Louis Amiet).

## Классификация
На октябрь 2018 года в род включают 16 видов:
- Amietia amieti (Laurent, 1976) — Лягушка Амье
- Amietia angolensis (Bocage, 1866)
- Amietia desaegeri (Laurent, 1972)
- Amietia dracomontana (Channing, 1978) — Лесотоская лягушка
- Amietia fuscigula (Duméril & Bibron, 1841) — Капская лягушка
- Amietia hymenopus (Boulenger, 1920)
- Amietia inyangae (Poynton, 1966)
- Amietia johnstoni (Günther, 1894) — Малавийская лягушка
- Amietia lubrica (Pickersgill, 2007)
- Amietia ruwenzorica (Laurent, 1972) — Рувензорская лягушка
- Amietia tenuoplicata (Pickersgill, 2007)
- Amietia umbraculata (Bush, 1952)
- Amietia vandijki (Visser & Channing, 1997)
- Amietia vertebralis (Hewitt, 1927) — Речная лягушка
- Amietia viridireticulata (Pickersgill, 2007)
- Amietia wittei (Angel, 1924) — Лягушка Витта